# Paolo Della Bella (hockeista su ghiaccio)
Paolo Gerolamo Della Bella (Sorengo, 12 settembre 1977) è un allenatore di hockey su ghiaccio ed ex hockeista su ghiaccio svizzero naturalizzato italiano, di ruolo portiere.

## Palmarès

### Club
- Superliga: 1

Magnitogorsk: 2000-2001
- Campionato italiano: 1

Milano Vipers: 2005-2006
- Coppa Italia: 1

Milano Vipers: 2005-2006
- Supercoppa italiana: 1

Milano Vipers: 2006
- Campionato italiano - Serie A2: 1

Milano Rossoblu: 2011-2012